# ليسوتو في الألعاب البارالمبية
شارك ليسوتو لأول مرة في الألعاب البارالمبية في دورة الألعاب البارالمبية الصيفية لعام 2000 التي اقيمت في سيدني. ومنذ عام 2000 شارك ليسوتو في كل النسخة المقامة من دورة الألعاب البارالمبية الصيفية، لكنها لم تشارك قط في دورة الألعاب البارالمبية الشتوية. لم تفز ليسوتو ابداً بميداليات في الألعاب البارالمبية.
مثل اربعة رياضيين بلادهم ليسوتو في الألعاب البارالمبية، جميعهم ضمن رياضة ألعاب القوى. حيث شارك ليفي موشوشو ماكوانياني في سباقي 100 متر و200 متر للرجال من فئة T46 في دورة الألعاب الأوليمبية 2000، لكنه فشل في التقدم من التصفيات في مسابقتين. شاركت ليمفو راكوتو في سباق 100 متر للسيدات من فئة T46 في كل من دورتي الألعاب 2000 و2004، كما فشلت في التقدم في التصفيات. شارك سيلو موثيبي في سباق 100 متر للرجال من فئة T12 في عام 2004، ايضاً فشل. وكانت ثاتو موهاسوا الممثلة الوحيدة لبلادها في دورة الألعاب الأوليمبية لعام 2008، حيث شاركت في سباق 100 متر للسيدات من فئة T12 دون أن تتقدم في التصفيات.
شارك ليسوتو في دورة الألعاب البارالمبية الصيفية 2012، وقد اختارت اللجنة البارالمبية الوطنية في ليسوتو مدينة بيدفورد كقاعدة للمملكة المتحدة للاعبيها البارالمبيين.